# Сан-Томе и Принсипи на летних Олимпийских играх 1996
Республика Сан-Томе и Принсипи принимала участие в Летних Олимпийских играх 1996 года в Атланте (США) в первый раз за свою историю, но не завоевала ни одной медали. Сборную страны представляли 2 спортсменов: 1 мужчина и 1 женщина, оба — бегуны-спринтеры.
19-летняя Сортелина Перес (Sortelina da Silva Pires) участвовала в беге на 100 метров среди женщин, где показала результат 13,31 секунды и финишировала восьмой, отстав от Мирты Брок из Колумбии почти на полторы секунды. Она стала последней в своём забеге и 53-й в общем зачёте.
Сортелина была знаменосцем Сан-Томе и Принсипи во время церемонии открытия.
18-летний Одаир Байа (Odair Pericles dos Ramos Jesús da Costa Baia) участвовал в беге на 100 метров среди мужчин, финишировал девятым — последним в своей группе, показав результат 11,05 секунд, что не позволило ему пройти в следующий отборочный тур.

## Состав и результаты

### Лёгкая атлетика
Мужчины
Беговые дисциплины
| Спортсмен  | Соревнование | Предварительный раунд | Предварительный раунд | Четвертьфинал | Четвертьфинал | Полуфинал | Полуфинал | Финал     | Финал     |
| Спортсмен  | Соревнование | Результат             | Место                 | Результат     | Место         | Результат | Место     | Результат | Место     |
| ---------- | ------------ | --------------------- | --------------------- | ------------- | ------------- | --------- | --------- | --------- | --------- |
| Одаир Байа | 100 м        | 11.05                 | 9                     | Не прошёл     | Не прошёл     | Не прошёл | Не прошёл | Не прошёл | Не прошёл |

Женщины
Беговые дисциплины
| Спортсмен       | Соревнование | Предварительный раунд | Предварительный раунд | Четвертьфинал | Четвертьфинал | Полуфинал | Полуфинал | Финал     | Финал     |
| Спортсмен       | Соревнование | Результат             | Место                 | Результат     | Место         | Результат | Место     | Результат | Место     |
| --------------- | ------------ | --------------------- | --------------------- | ------------- | ------------- | --------- | --------- | --------- | --------- |
| Сортелина Перес | 100 м        | 13.31                 | 8                     | Не прошла     | Не прошла     | Не прошла | Не прошла | Не прошла | Не прошла |